# Saint-Quirin
Saint-Quirin é uma comuna francesa na região administrativa de Grande Leste, no departamento de Mosela. Estende-se por uma área de 53,34 km². Em 2010 a comuna tinha 767 habitantes (densidade: 14,4 hab./km²).
Pertence à rede das As mais belas aldeias de França.